# إيبارا (الإكوادور)
إيبارا (بالإسبانية: San Miguel de Ibarra )‏ هي مدينة، في الإكوادور، تتبع كانتون ايبارا، هي عاصمة مقاطعة إمبابورا، بلغ عدد سكانها 131,856 نسمة في 2010، تبلغ مساحتها 41 كيلومتر مربع، رمزها البريدي هو EC100150.

## المناخ
يظهر الجدول التالي التغييرات المناخية على مدار السنة لإيبارا:
| البيانات المناخية لـإيبارا        | البيانات المناخية لـإيبارا | البيانات المناخية لـإيبارا | البيانات المناخية لـإيبارا | البيانات المناخية لـإيبارا | البيانات المناخية لـإيبارا | البيانات المناخية لـإيبارا | البيانات المناخية لـإيبارا | البيانات المناخية لـإيبارا | البيانات المناخية لـإيبارا | البيانات المناخية لـإيبارا | البيانات المناخية لـإيبارا | البيانات المناخية لـإيبارا | البيانات المناخية لـإيبارا |
| الشهر                             | يناير                      | فبراير                     | مارس                       | أبريل                      | مايو                       | يونيو                      | يوليو                      | أغسطس                      | سبتمبر                     | أكتوبر                     | نوفمبر                     | ديسمبر                     | المعدل السنوي              |
| --------------------------------- | -------------------------- | -------------------------- | -------------------------- | -------------------------- | -------------------------- | -------------------------- | -------------------------- | -------------------------- | -------------------------- | -------------------------- | -------------------------- | -------------------------- | -------------------------- |
| متوسط درجة الحرارة الكبرى °م (°ف) | 22.0 (71.6)                | 21.8 (71.2)                | 22.1 (71.8)                | 22.1 (71.8)                | 22.4 (72.3)                | 22.2 (72.0)                | 22.8 (73.0)                | 23.2 (73.8)                | 23.4 (74.1)                | 22.7 (72.9)                | 22.0 (71.6)                | 22.1 (71.8)                | 22.4 (72.3)                |
| متوسط درجة الحرارة الصغرى °م (°ف) | 10.4 (50.7)                | 10.7 (51.3)                | 10.7 (51.3)                | 11.1 (52.0)                | 10.5 (50.9)                | 9.9 (49.8)                 | 9.4 (48.9)                 | 9.1 (48.4)                 | 9.4 (48.9)                 | 10.3 (50.5)                | 10.6 (51.1)                | 10.5 (50.9)                | 10.2 (50.4)                |
| معدل هطول الأمطار مم (إنش)        | 40 (1.6)                   | 54 (2.1)                   | 73 (2.9)                   | 92 (3.6)                   | 65 (2.6)                   | 35 (1.4)                   | 14 (0.6)                   | 16 (0.6)                   | 35 (1.4)                   | 73 (2.9)                   | 75 (3.0)                   | 51 (2.0)                   | 623 (24.7)                 |
| المصدر: Climate Data              |                            |                            |                            |                            |                            |                            |                            |                            |                            |                            |                            |                            |                            |

## مدن توأم
المدن التوأم:
- كالاما
- بونتا دل إيستي.

## أعلام
- إيدسون مينديز
- إريك دي خيسوس
- والتر كالديرون
- أوزوالدو إيبارا
- جيفرسون لارا
- غيلبرتو ألميدا